# 堀内正樹
堀内 正樹（ほりうち まさき、1952年 - ）は、日本の社会人類学者。

## 経歴
1952年、長野県諏訪郡下諏訪町生まれ。長野県諏訪清陵高等学校を経て、東京外国語大学アラビア語学科に入学。1976年に卒業し、東京都立大学 (1949-2011)大学院社会科学研究科社会人類学専攻に進んだ。1988年に博士課程を満期退学。
1991年、二松學舍大学文学部専任講師に就いた。1995年、広島市立大学国際学部助教授に転じた。1998年、同大学教授に昇格。2002年より成蹊大学文学部国際文化学科教授を務め、2017年に退任した。

## 受賞
- 2010年：第28回 田辺尚雄賞(東洋音楽学会 )を受賞。『アラブの音文化：グローバル・コミュニケーションへのいざない』に対して。

## 著作
共著
- 『国際文化研究の現在 境界・他者・アイデンティティ』成蹊大学文学部国際文化学科編・柏書房 2005
- 『中東』綾部恒雄・松井健共著 明石書店 2006
- 『アラブの音文化』水野信男、西尾哲夫共著 スタイルノート 2010
- 『断と続の中東』西尾哲夫共著 悠書館 2015

論文
- 「中東・イスラームのフィールドワーク」